# Histoire du futur (Vieira)
Histoire du futur (en portugais : História do Futuro, dont le titre complet est História do Futuro: Livro Anteprimeiro) est un livre écrit par le prêtre portugais António Vieira au milieu du XVIIe siècle et publié de façon posthume en 1718.

## L'auteur
António Vieira (1608-1697) est un grand représentant de la prose baroque brésilienne, avec ses sermons, dont le Sermão da Primeira Dominga da Quaresma (Sermon du premier Dimanche de Carême), où il a défendu les indigènes contre l'esclavage, en les comparant aux Hébreux asservis en Égypte, est remarquable. Sur le même ton se trouve le Sermão 14 do Rosário (Sermon 14 du Rosaire), qui condamne l'esclavage des Africains, le comparant au Calvaire du Christ. D'autres pièces importantes de son art oratoire sont le Sermão de Santo António aos Peixes (pt) (Sermon de Saint Antoine aux poissons) ou le Sermão do Mandato (Sermon du mandat), mais le plus célèbre est peut-être le Sermão da Sexagésima (pt) (Sermon de la Sexagésime), de 1655. Il y défend non seulement les Indiens, mais s'attaque aussi et surtout à ses bourreaux, les Dominicains, au moyen d'images évocatrices habilement enchaînées. Ses écrits étaient animés par le désir d'établir un empire portugais et catholique gouverné par le zèle civique et la justice, mais sa voix était interprétée comme une menace pour l'ordre établi, ce qui lui a valu des problèmes politiques et a attiré des soupçons d'hérésie.

## Le livre

### Contenu
Selon l'écrivain Roberto de Sousa Causo (pt), avec História do Futuro, Vieira écrit le premier récit utopique écrit en portugais, dans lequel l'auteur a cherché à faire revivre le mythe millénariste et messianique du Quint-Empire, un empire chrétien et portugais dominant le monde, succédant aux quatre célèbres empires de l'Antiquité : assyrien, perse, grec et romain.
Ce texte inachevé est en fait la première partie d'un livre qui se voulait beaucoup plus vaste. Il est composé de douze chapitres : trois traitant de la « matière de l'histoire du futur » ; cinq qui développent ses différentes utilités ; et enfin quatre sur la vérité de l'histoire du futur.

### Histoire et éditions
L'écriture du livre a commencé en 1649, selon Sorel, ou vers 1665, selon Bosi, mais elle n'a été publiée à titre posthume à Lisbonne qu'en 1718, et même si ce n'était qu'un fragment inachevé, elle a suscité un grand intérêt — et aussi des soupçons d'hérésie,,.
Cette première édition n'est constituée qu'à partir de quelques fragments autographes, des copies complètes et incomplètes, et est « très défectueuse ». Les éditions postérieures ne sont pas de meilleure qualité, y compris celle de 1953 par Hernâni Cidade. En 1976, une édition de référence est publiée à Münster par l'éditeur néerlandais Jose van den Besselaar, qui s'est attaché à partir de la toute première édition, en la corrigeant et en interprétant les parties incertaines. Constituée de deux volumes, elle est considérée comme de grande qualité et le commentaire qui accompagne le texte d'une grande richesse.
Vítor Amaral de Oliveira considère l'ouvrage de Vieira, avec les Trovas de Bandarra, comme l'un des deux textes les plus importants du sébastianisme.